# Sageria tsugae
Sageria tsugae är en svampart som beskrevs av A. Funk 1975. Sageria tsugae ingår i släktet Sageria och familjen Helotiaceae.   Inga underarter finns listade i Catalogue of Life.